# Hexatoma gomesiana
Hexatoma gomesiana är en tvåvingeart som beskrevs av Alexander 1945. Hexatoma gomesiana ingår i släktet Hexatoma och familjen småharkrankar. Inga underarter finns listade i Catalogue of Life.